# Luis Vargas Peña
Luis Vargas Peña (1905 ở Asunción–1994) là một trong những cầu thủ bóng đá hay nhất người Paraguay (tiền vệ) trước Chiến tranh thế giới thứ 2. Ông là cầu thủ Paraguay đầu tiên ghi được bàn thắng cho Đội tuyển bóng đá quốc gia Paraguay tại Giải vô địch bóng đá thế giới, đó cũng chính là bàn thắng duy nhất trong trận đấu gặp đội tuyển Bỉ ở Giải vô địch bóng đá thế giới 1930 vào ngày 10 tháng 7. Vargas Peña cũng là đội trưởng của Paraguay tại kỳ World Cup này.
Gần như trong cả sự nghiệp ông đã chơi cho câu lạc bộ Olimpia Asunción.

## Bàn thắng quốc tế
Tất cả bàn thắng cho Paraguay
| #  | Ngày                | Địa điểm                                     | Đối thủ | Tỉ số | Kết quả | Giải đấu                           |
| -- | ------------------- | -------------------------------------------- | ------- | ----- | ------- | ---------------------------------- |
| 1. | 3 tháng 11 năm 1926 | Sân vận động Thể thao Ñuñoa, Santiago, Chile | Chile   | 1–5   | 1–5     | Giải vô địch bóng đá Nam Mỹ 1926   |
| 2. | 20 tháng 7 năm 1930 | Sân vận động Centenario, Montevideo, Uruguay | Bỉ      | 1–0   | 1–0     | Giải vô địch bóng đá thế giới 1930 |